# Gare de Dundee
La gare de Dundee (en anglais Dundee Station) dessert la ville de Dundee, située sur la côte est de l'Écosse. La gare dispose de deux voies de quai de passage et deux en terminus. Elle est située sur la section septentrionale non électrifiée de la ligne principale de la côte est.

## Histoire
La gare est construite sur le site de la gare de Dundee Tay Bridge, créée par la North British Railway. Jusque dans les années 1960, d'autres gares existent à Dundee, gare de Dundee West de la Caledonian Railway (en) pour Perth et la gare de Dundee East sur la Dundee et Arbroath Joint Railway. La seule autre gare existante aujourd'hui est la gare de Broughty Ferry (en).

## Services ferroviaires
- Services régionaux (First ScotRail) fréquents à destination d'Édimbourg, Glasgow et Aberdeen.
- Services nationaux à destination de Londres King's Cross (East Coast) et services CrossCountry à destination de Plymouth et Penzance. Ces services permettent de connecter Dundee directement à Newcastle-upon-Tyne, York, Birmingham, Oxford, Exeter.

### Traduction
- (en) Cet article est partiellement ou en totalité issu de l’article de Wikipédia en anglais intitulé « Dundee railway station » (voir la liste des auteurs).